# Кореневі мови
Кореневі (ізоляційні) мови — мови, які не мають афіксів і граматичні значення виражають способом прилягання одних слів до інших або за допомогою службових слів. До ізоляційних мов належать більшість мов Південно-Східної Азії, китайська, в'єтнамська та ін.

## Загальний опис
Ізоляційні мови, один з чотирьох основних типів мов за класифікацією А. Шлегеля — В. Гумбольдта (Морфологічна класифікація мов). Протиставляються аглютинативним, флективним і полісинтетичним (що інкорпорує) мовам.
За морфологічними ознаками слів (словоформ), за їх морфемною будовою більшість мов світу ділиться, перш за все, на два класи, або типи, - на мови кореневі та афіксальні.
Кореневими вважаються мови, в яких "слово зазвичай дорівнює кореню, а відносини між словами передаються перш за все синтаксично (порядком слів, службовими словами, ритмом, інтонацією)"; в них "немає афіксів формоутворення, немає, зрозуміло, і граматичної зміни слова, пов'язаного з такими афіксами". У лінгвістичній літературі кореневі мови називаються також ізоляційними, або кореневоізоляційними, безафіксними, аморфними, аналітичними.
У цих мовах немає різниці між коренем і словом. Звідси й назва кореневі мови. Слово не відмінюється, тому не має в собі жодних показників свого синтаксичного зв'язку з іншими словами в реченні. Воно є ніби ізольованим, звідки другий термін - ізоляційні (ізолятивні) мови. Основний синтаксичний спосіб зв'язку - прилягання. Речення, таким чином, являє собою певну послідовність незмінних і неподільних на морфеми слів-коренів.
А. Шлегель назвав кореневі мови аморфними, тобто безформними. Думку вченого визнають помилковою через те, що форму мови не можна зводити до афіксації. Якраз безафіксність і створює своєрідну форму кореневих мов.
Класичними зразками цього типу мов є писемна давньокитайська і в'єтнамська. До них також належать і тибетська, бірманська, малайська, тагальська, яванська, бамбара, сучасна китайська мова та ін.

## Ознаки
Основні ознаки: 
- незмінність слів (відсутність форм словозміни: незмінність слів за відмінками, числом, особою, часом тощо);
- вираження синтаксичних відношень (переважно за допомогою порядку слів).

Супутні ознаки: 
- переважання односкладовості кореня;
- значні обмеження, накладені на структуру складу;
- наявність складових музичних тонів;
- неможливість розподілу всіх слів за граматичними класами типа частин мови, тобто можливість для одного слова виступати в різних граматичних функціях, і таке інше.

Зазвичай це такі мови, де основа збігається з коренем (а коренева морфа — зі словоформою). «Чистих» кореневих мов не існує. Найближчі до цього типу: давньокитайська (менше — сучасна китайська), в'єтнамська, деякі мови Західної Африки (наприклад, еве).